# Strada nazionale 77 Istonia
La strada nazionale 77 Istonia era una strada nazionale del Regno d'Italia, che congiungeva Forlì del Sannio a Vasto.
Venne istituita nel 1923 con il percorso "Dalla nazionale n. 75 presso Forlì del Sannio per Pescolanciano, Agnone e Cupello alla stazione ferroviaria di Vasto".
Nel 1928, in seguito all'istituzione dell'Azienda Autonoma Statale della Strada (AASS) e alla contemporanea ridefinizione della rete stradale nazionale, il suo tracciato costituì per intero la strada statale 86 Istonia.